# Xestobium rufovillosum
Xestobium rufovillosum là một loài bọ cánh cứng trong họ Ptinidae. Con trưởng thành có kích thước xấp xỉ 7 milimét (0,28 in), trong khi đó ấu trùng có kích thước đạt đến 11 mm (0,43 in).